# Streptokináza
Streptokináza je extracelulární metaloenzym, který je produkován beta-hemolytickými streptokoky (bakteriemi). Byl používán jako účinný  lék proti srážení krve u pacientů s infarktem myokardu a plicní embolií. V současnosti je nahrazena rekombinantními aktivátory plazminogenu